# Frankie Carle

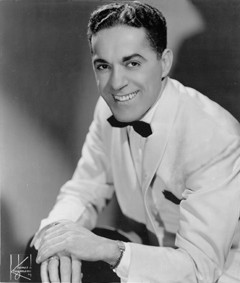
Frankie Carle

Francesco Nunzio Carlone (artiestennaam Frankie Carle, bijnaam "The Wizard of the Keyboard"), Providence, 25 maart 1903 - Mesa, 7 maart 2001) was een Amerikaanse pianist, bigband-leider en componist in de swing en dansmuziek. Hij had in 1946 twee grote nummer één-hits in Amerika. Zijn bekendste compositie was "Sunrise Serenade".

## Biografie
Carle, de zoon van een fabrieksarbeider, speelde in 1916 voor het eerst als professioneel muzikant, in het orkest van zijn oom en in groepen in en rond Rhode Island. In 1921 werd hij lid van de band van Edwin J. McEnelley, waarmee hij ook opnames maakte, in 1925. In 1936/1937 was hij actief in de groep van Mal Hallett, naast onder andere Gene Krupa en Jack Teagarden. Hierna leidde hij kort een eigen band waarmee hij voor Decca platen maakte en in 1939 sloot hij zich aan bij de groep van Horace Heidt, de Musical Knights,  die hij later mede leidde. Met het orkest speelde hij voor de radio en zo kreeg hij een zekere bekendheid. 
In 1944 richtte hij een eigen bigband op, het Frankie Carle Orchestra, waarin zijn dochter Marjorie Hughes zong, alsook Phyllis Lyne en Paul Allen. Zijn band speelde dansmuziek met jazzelementen. Hij had met de band enkele hits: "Oh, What It Seemed To Be" (zijn eerste nummer 1-hit in Amerika, 1946) en "Rumours Are Flying (eveneens nummer 1, 1946). Zijn "Sunrise Serenade" (met tekst van Jack Lawrence) was in 1939 een hit voor Casa Loma Orchestra, hij speelde hierop zelf mee op de piano. Datzelfde jaar werd het ook een hit voor Glenn Miller. Van "Sunrise Serenade", dat Carle in 1945 zelf ook opnam en dat zijn herkenningsnummer werd, werden meer dan 1 miljoen stuks verkocht.
In 1955 ontbond hij zijn bigband en begon hij een kleine groep met vier vrouwelijke musici, met hemzelf achter de piano: Frankie Carle and His Rhythm. Hiermee speelde hij in nachtsclubs en in Las Vegas. In de jaren vijftig nam hij als solist talloze pianoplaten op, meestal met easy listening-muziek.
Eind jaren zestig trok hij zich goeddeels uit de muziek terug, maar tijdens de bigband-revival in de jaren zeventig was hij terug en speelde hij in Freddy Martin's the Big Band Cavalcade. Carle was tot in de jaren tachtig muzikaal actief.

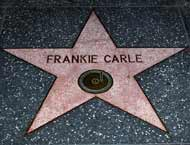
Frankie Carle's Star op de Hollywood Walk of Fame.

## Discografie (selectie)
- At the Piano..., Columbia, 1942
- Carle Comes Calling, Columbia, 1947
- Roses in Rhythm, Columbia, 1948
- Frankie Carle Dance Parade, Columbia, 1949
- Honky Tonk Piano, RCA Victor, 1951
- Top Pops Volume 2, RCA Victor, 1952
- Frankie Carle's Sweethearts, RCA Victor, 1952
- Piano Magic, Decca, 1954
- Plays Cole Porter, RCA Victor, 1955
- Roses in Rhythm, Columbia, 1956
- Meditteranean Cruise, RCA Victor, 1956
- Frankie Carle and His Beautiful Dolls, RCA Victor, 1958
- 37 Favourites for Dancing, RCA Victor, 1958
- A Carle-Load of Hits, RCA Victor, 1959
- Show Stoppers in Dance Time, RCA Victor, 1959
- The Golden Touch, RCA Victor, 1959
- Take Me Along, RCA Victor, 1959
- The Fabulous Four Hands, RCA Victor, 1961
- Plays Cocktail Piano, RCA, 1964
- Plays the Big Imported Hits, RCA, 1964
- Great Honky Tonk Favourites, RCA Camden, 1966
- April in portugal, RCA Camden, 1966
- The Tropical Style of Frankie Carle,RCA Victor, 1966
- Easy to Love (And Other Favorites), RCA Camden, 1966
- Cocktail Time With Frankie Carle, RCA Camden, 1967
- Era: the 40's - Music of the Great Bands, Dot Records, 1968
- Era: the 30's - Music of the Great Bands, Dot Records, 1968
- Let's Do It, RCA, 1969

- Biblioteca Nacional de España: XX872150
- Bibliothèque nationale de France: cb13892164t (data)
- Gemeinsame Normdatei: 123899591
- International Standard Name Identifier: 0000 0000 8409 6329
- Library of Congress Control Number: n82098372
- Nationale Bibliotheek van Letland: 000068896
- MusicBrainz: 21ebab35-e102-49a6-bf4c-15c47a7595d2
- Nationale Bibliotheek van Tsjechië: mzk2013769394
- Istituto Centrale per il Catalogo Unico: DDSV008552
- SNAC: w6gc4fzd
- Système universitaire de documentation: 156479672
- Trove: 1496823
- Virtual International Authority File: 227149106286868492557
- WorldCat: E39PBJptYMqpcdYJ4Yd3jp6R8C